# ريتش لاند (أوزارك)
ريتش لاند هي بلدة غير نشطة في مقاطعة أوزارك في ولاية ميزوري.
شُيدت البلدة في عام 1860، وسُمّيت باسم أسرة محلية هي أسرة ريتشلاند.